# Max Rascher

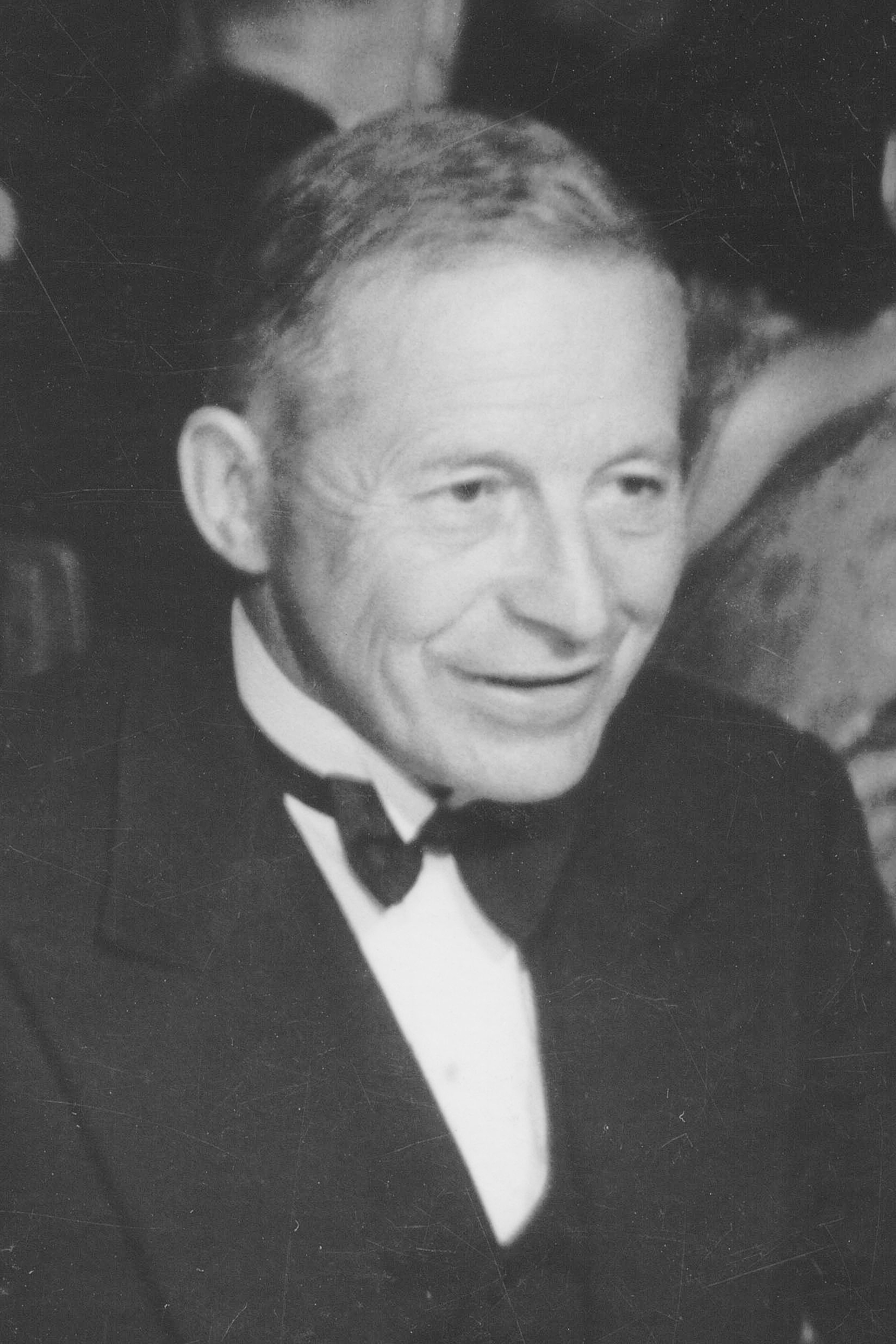
Max Rascher

Max Theodor Rascher (* 30. Juli 1883 in Zürich-Hottingen; † 5. Dezember 1962 ebenda) war ein Schweizer Verleger.

## Leben
Er war das fünfte Kind von Eduard Rascher und Maria Magdalena Fritzsche. Rascher übernahm 1901 die Buchhandlung seines Vaters, die er 1906 um eine Kunsthandlung erweiterte.
1908 gründete er den Rascher Verlag. Der Verlag spezialisierte sich auf pazifistische Literatur, Kunst und Psychologie: Zu den Autorinnen und Autoren gehörten unter anderem Carl Gustav Jung, Carl Spitteler, Alja Rachmanowa, Konrad Falke, William Somerset Maugham, André Maurois, Marcel Proust, Ernst Wiechert, Charlot Strasser, Yvan Goll, Andreas Latzko und Henri Barbusse.
Am 16. Januar 1909 heiratete er Olga Bertha Früh. Sie hatten drei gemeinsame Kinder, wobei der erste Sohn Ernst Albert bereits einen Tag nach seiner Geburt am 14. April 1913 verstarb. Hans Eduard wurde am 17. Juli 1915 und Albert Max wurde am 10. September 1916 geboren.
Rascher bot den vor dem Ersten Weltkrieg in die Schweiz geflüchteten emigrierten Dichtern, Malern und Philosophen eine publizistische Plattform. Ab 1917 erschienen im Rascher Verlag drei Klassiker des internationalen Pazifismus: Menschen im Krieg von Andreas Latzko, Requiem: Für die Gefallenen von Europa von Iwan Goll und 1918 die deutsche Erstausgabe von Henri Barbusses Das Feuer in der pazifistischen Reihe Europäische Bücher.
Der Kunstverlag veröffentlichte Reproduktionen von Ferdinand Hodler, Augusto Giacometti, Paul Cézanne und Oskar Kokoschka.
In den Jahren 1920–1921 war Max Rascher Präsident des schweizerischen Buchhändlervereins, dem Vorläufer des Schweizer Buchhändler- und Verleger-Verbands.

## Werke
- Max Rascher: Fünfundzwanzig Jahre Verlagstätigkeit der Rascher & Cie A.G.: 1908-1933. Ein Katalog mit einer kurzen Verlagschronik. Zürich, Rascher 1933.